# 庭瀨站
庭瀨站（日语：／ Niwase eki */?）是位於岡山縣岡山市北區平野，西日本旅客鐵道（JR西日本）山陽本線的車站，實際上在運輸系統上也是伯備線車站。

## 歷史
- 1891年（明治24年）4月25日 - 山陽鐵道岡山站至倉敷站之間開通，此站啟用。為旅客、貨運車站。
  - 當時車站位於岡山縣賀陽郡庭瀨村平野。
- 1900年（明治33年）4月1日 - 隨著吉備郡成立，車站位於岡山縣吉備郡庭瀨村平野。
- 1901年（明治34年）2月6日 - 隨著實施町制，車站位於岡山縣吉備郡庭瀬町平野。
- 1906年（明治39年）12月1日 - 山陽鐵道國有化（日语：鉄道国有法），成為官設鐵道車站。。
- 1909年（明治42年）10月12日 - 制定路線名稱。成為山陽本線車站。。
- 1937年（昭和12年）5月5日 - 隨著吉備町（日语：吉備町 (岡山県)）成立，車站位於岡山縣都窪郡吉備町平野。
- 1960年（昭和35年）10月15日 - 終止貨物起卸業務。
- 1971年（昭和46年）3月8日 - 吉備町編入岡山市，車站位於岡山縣岡山市平野。
- 1986年（昭和61年）4月1日 - 現時的車站大樓重建完成。綠色窗口開始營業。車站大樓獲鐵道建築協會頒發停車場建築獎（昭和60年度）[1]。
- 1987年（昭和62年）4月1日 - 伴隨國鐵分割民營化，車站由西日本旅客鐵道（JR西日本）營運。
- 2007年（平成19年）
  - 5月23日 - 引入可接受ICOCA的自動閘機（日语：自動改札機）。
  - 9月1日 - 此站可以使用ICOCA。
- 2008年（平成20年）12月13日 - 新設南出口閘口。
- 2009年（平成21年）4月1日 - 岡山市成為政令指定都市，車站位於岡山市北區平野。
- 2016年（平成28年）4月13日 - 隨著引入CTC，南北閘口與月台設置了LED式列車出發資訊牌。
- 2018年（平成30年）
  - 3月24日 - 當日起綠色窗口結束營運[2]。
  - 3月25日 - 綠色售票機+（日语：みどりの券売機#みどりの券売機プラス）開始使用[2]，當日起為整日無人車站。

## 車站構造

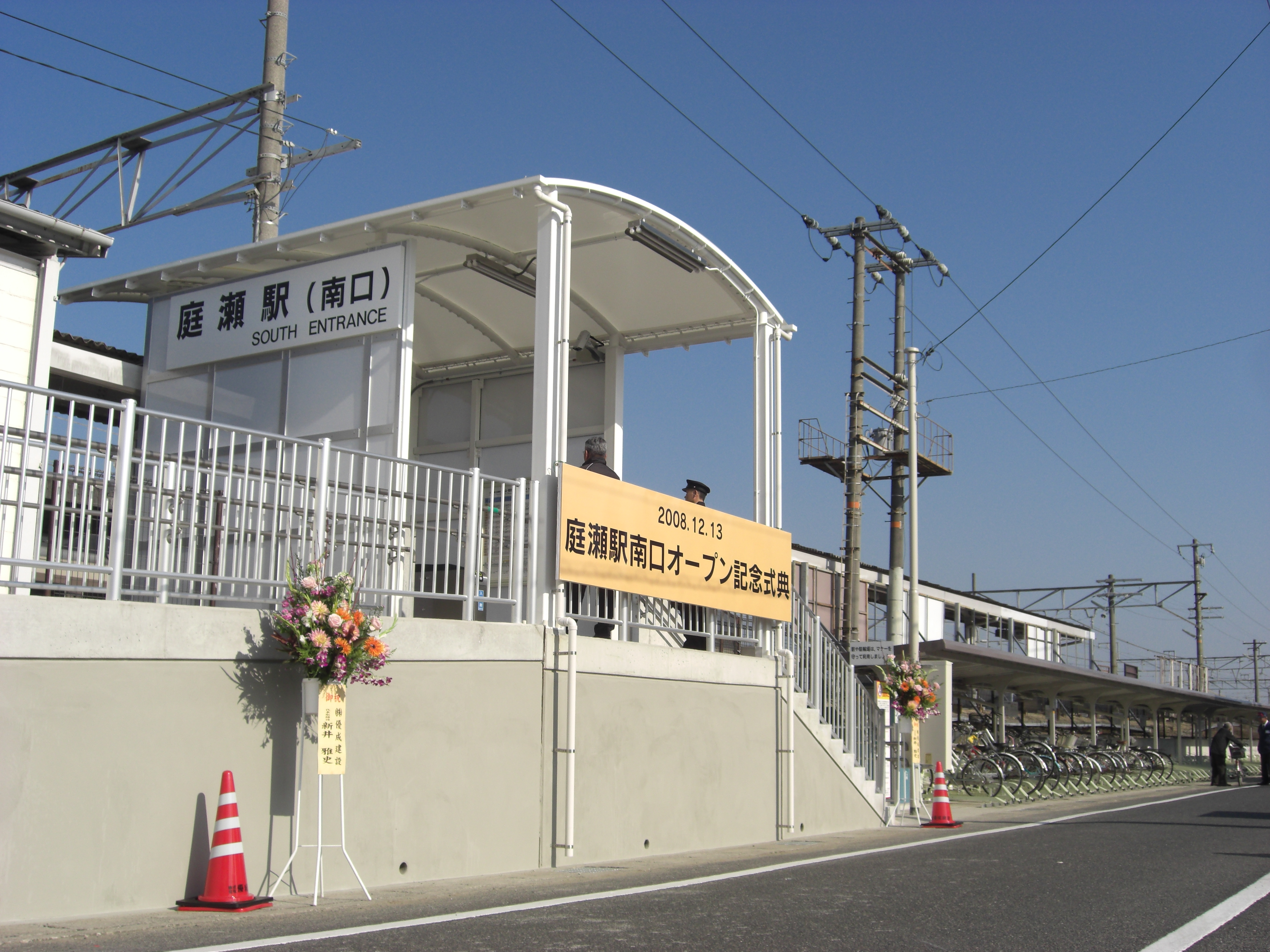
南口(2008年12月)

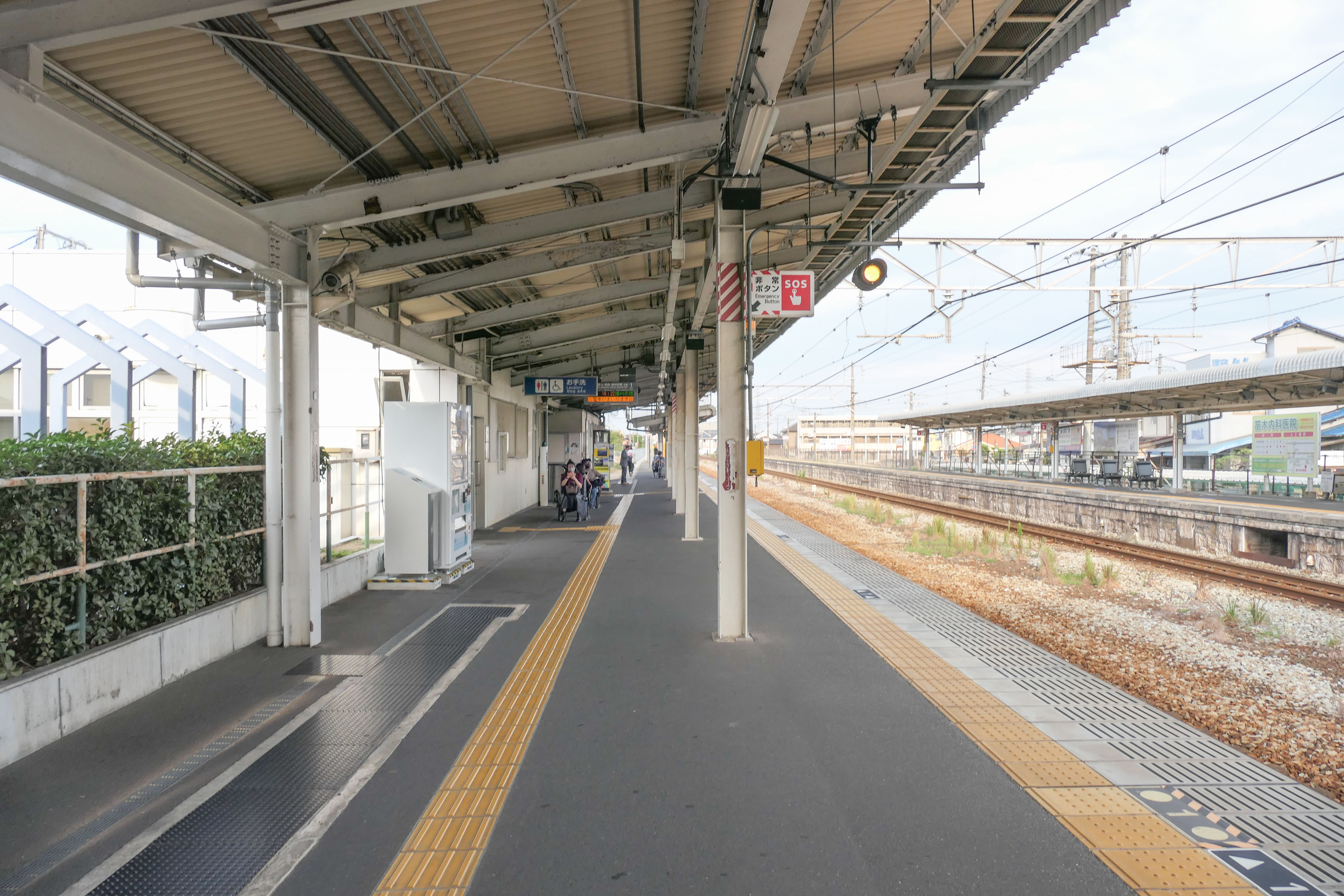
1號月台(2022年10月)

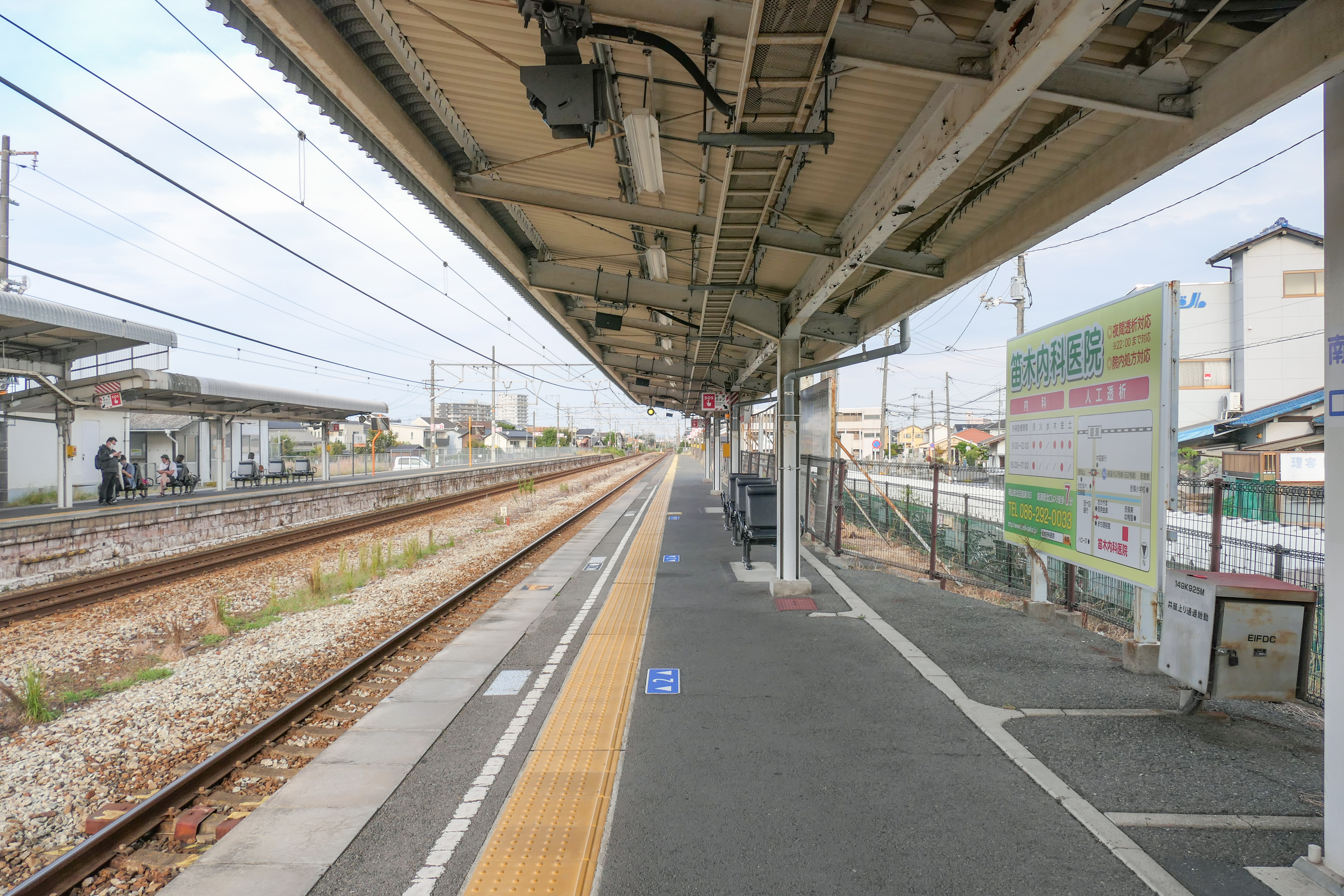
2號月台(2022年10月)

車站為一座地面車站，設有2面2線的相對式月台。上下行線之間曾設有1條沒有月台的等待線（中線），在2014年7月，該線於倉敷一方的一半路軌撤走た。
此站只有綠色售票機+，在設有綠色售票機+的車站中，那些車站會是直營或業務委託車站，設有職員負責閘口、補票及訊問服務，但是此站為無人車站，沒有車站職員負責車站業務，職員只負責管理售票機（在發票後書寫額外資訊等，這些情況在沒有閘口職員時未知道如何處理）。在閘口中設有對講機可聯絡岡山站職員。
在2018年3月24日前，此站為直營車站（由岡山站管理）。在2007年（平成19年），此站增設自動閘機。在2008年（平成20年）12月13日，在下行月台側新設閘口（南出口）。
在2008年（平成20年）3月時間表修正時，上行月台進行提高高度工程。另外，列車的停車位置向岡山站一方遷移。同時，跨線橋中增設升降機。
車站可以使用ICOCA與其互相可以使用的IC卡。自動閘機中，北出口為設有閘門式閘機，南出口為簡易式閘機。使用普通車票於南出口出閘時，只需要把車票投進閘機旁的收集箱便可。

### 月台
| 月台 | 路線                     | 上下行 | 方向                     |
| ---- | ------------------------ | ------ | ------------------------ |
| 1    | 山陽本線 （包含 伯備線） | 上行   | 岡山、姬路、播州赤穗方向 |
| 2    | 山陽本線                 | 下行   | 倉敷、福山方向           |
| 2    | 伯備線                   | 下行   | 倉敷、備中高梁、新見方向 |

## 使用狀況
以下為近年1日平均乘車人次：
| 乘車人次轉變 | 乘車人次轉變     |
| 年度         | 1日平均 乘車人次 |
| ------------ | ---------------- |
| 1999         | 4,117            |
| 2000         | 3,996            |
| 2001         | 3,953            |
| 2002         | 3,925            |
| 2003         | 3,893            |
| 2004         | 3,815            |
| 2005         | 3,798            |
| 2006         | 3,693            |
| 2007         | 3,692            |
| 2008         | 3,748            |
| 2009         | 3,640            |
| 2010         | 3,604            |
| 2011         | 3,677            |
| 2012         | 3,761            |
| 2013         | 3,883            |
| 2014         | 4,006            |
| 2015         | 4,157            |
| 2016         | 4,211            |
| 2017         | 4,267            |

## 相鄰車站
西日本旅客鐵道
 山陽本線、 伯備線（岡山站至倉敷站之間為山陽本線）
■快速「太陽快車」
通過
■普通
北長瀨－庭瀨－中庄

## 注腳
1. ↑  . 鐵道雜誌 (鐵道雜誌社). 1987-02, 21 (2): 129.
2. 1 2  . 西日本旅客鐵道.   [2018-03-08]. （原始内容存档于2018-03-08）.
3. ↑  從前由倉敷站、中庄站管理。由於行政區域與管理區域進行整合，在2010年7月改由岡山站管理。
4. ↑  山陽本線庭瀬駅南口の開設について（JR西日本） 的存檔，存档日期2009年1月15日，.
5. ↑  . 岡山縣.   [2019年3月24日]. （原始内容存档于2019年3月24日）.

## 外部連結
- 庭瀨｜車站資訊：JR出門網 - 西日本旅客鐵道